# Sœurs de l'apostolat catholique
Les Sœurs de l'apostolat catholique (en latin : Congregatio Sororum Apostolatus Catholici) sont une congrégation religieuse féminine enseignante de droit pontifical.

## Histoire
Immédiatement après la fondation de la Société de l'apostolat catholique (1835), Vincent Pallotti commence à planifier celle de la branche féminine de sa congrégation, particulièrement destinée à l'éducation des filles pauvres et abandonnées. Le 25 mai 1838, il commence la neuvaine de la Pentecôte avec quelques collaboratrices ; le 4 juin suivant, il inaugure la pieuse maison de charité à Rome. Le 27 mai 1839, Grégoire XVI reçoit et bénit la communauté ; mais après la mort de Pallotti en 1850, celle-ci risque la suppression. En 1886, le premier chapitre général élit Mère Raffaella Castellani comme supérieure générale. À partir de cette date, la communauté se structure et commence son expansion. 
En 1889, elles s'installent aux États-Unis pour aider les émigrants. En 1901, la branche allemande de l'institut, principalement de nature missionnaire, se détache pour donner naissance à une congrégation autonome sous le nom de Sœurs missionnaires de l'apostolat catholique. 
Au départ, c'est une société de vie apostolique, c'est-à-dire un institut religieux de vie commune sans vœux religieux. Ce n'est qu'en 1905 qu'Antoine Auguste Intreccialagli donne aux religieuses des constitutions qui introduisent les vœux. L'institut reçoit le décret de louange le 12 mai 1911. 

## Activités et diffusion
Les Sœurs de l'apostolat catholique se dédient particulièrement à l'enseignement mais, selon les mots du fondateur, elles doivent être prêtes pour tout travail de charité et de zèle. 
Elles sont présentes en:
- Europe : Italie.
- Amérique : Brésil, États-Unis, Argentine.
- Afrique : Mozambique.
- Asie : Inde.

La maison-mère est à Rome.
En 2017, la congrégation comptait 432 sœurs dans 68 maisons.